# Clubul nevestelor părăsite
Clubul nevestelor părăsite (în engleză The First Wives Club) este un film de comedie american regizat de Hugh Wilson (regizor) după un scenariu de Robert Harling[*] bazat pe romanul omonim din 1992 de Olivia Goldsmith. În rolurile principale au interpretat actrițele Bette Midler, Goldie Hawn și Diane Keaton ca trei femei divorțate care caută să-și pedeapsească foștii lor soți pentru că le-au părăsit pentru femei mai tinere.
A fost produs de studiourile Paramount Pictures și a avut premiera la 20 septembrie 1996, fiind distribuit de Paramount Pictures. Coloana sonoră a fost compusă de Marc Shaiman[*]. 
Cheltuielile de producție s-au ridicat la 26 de milioane $ și a avut încasări de 181 de milioane $.

## Distribuție
Au interpretat actorii:

Goldie Hawn
Diane Keaton
Bette Midler
Stephen Collins
Dan Hedaya
Victor Garber
Marcia Gay Harden
Sarah Jessica Parker
Elizabeth Berkley[*]
Stockard Channing[*]
Maggie Smith
Eileen Heckart[*]
Bronson Pinchot
Edward Hibbert[*]
James Naughton[*]
Jennifer Dundas[*]
Philip Bosco[*]
Rob Reiner
Timothy Olyphant
J. K. Simmons
Dina Spybey[*]
Hugh Wilson (regizor)
Heather Locklear
Jon Stewart
Elizabeth Bracco[*]
Paul Hecht[*]
Debra Monk[*]
Kate Burton[*]
J. Smith-Cameron[*]
Peter Frechette[*]
Lea DeLaria[*]
Stephen Pearlman[*]
Gloria Steinem
Stephen Mendillo[*]
Marla Sucharetza[*]  .